# Grenola (Kansas)
Pour les articles homonymes, voir Grenola.
Grenola est une ville américaine située dans le comté d'Elk, au Kansas. Selon le recensement de 2010, sa population est de 216 habitants.